# Вольное (Приморский район)
Вольное (укр. Вільне) — село,
Инзовский сельский совет,
Приморский район,
Запорожская область,
Украина.
Население по данным карт 1988 года составляло 40 человек.
Село ликвидировано в 1987 году.

## Географическое положение
Село Вольное находилось на расстоянии в 6 км от села Инзовка.
По селу протекает пересыхающий ручей с запрудой.

## История
- 1987 — село ликвидировано[1].